# Иран-Контра
Аферата Иран-Контра (на английски: Iran-Contra Affair; на персийски: ایران-کنترا; на испански: caso Irán-contras) е политически скандал в САЩ, който избухва през ноември 1986 г.
Висши служители на администрацията и президентът Роналд Рейгън тайно спомагат за продажбата на оръжия на Иран, който е предмет на оръжейно ембарго. Някои американски служители също се надяват, че продажбата на оръжия ще осигури освобождаването на заложници и ще позволи на американските разузнавателни агенции да финансират никарагуанските контри. С поправката Боланд от Конгреса е забранено по-нататъшното финансиране на контрите от правителството.
Скандалът започва като операция да се освободят американски заложници, които се държат от терористични групи с ирански връзки. Планира се Израел да закара оръжия на Иран и след това САЩ ще доставят оръжия на Израел и ще получат израелското плащане. Иранските получатели обещават да направят всичко по силите си, за да постигнат освобождаването на 6 американски заложници, държани от ливанската шиитска ислямистка група Хизбула, която на свой ред е свързана с Армията на пазителите на ислямската революция. Планът се изражда в схема „оръжия срещу заложници“, в която членове на изпълнителната власт продават оръжия на Иран в замяна на освобождаването на американски заложници Големи модификации на плана се изработват от подполковник Оливър Норт от Националния съвет за сигурност в края на 1985 г., според които част от средствата от продажбата на оръжие се пренасочва за финансиране на анти-сандинистките и антикомунистически бунтовници (наричани контри) в Никарагуа.
Въпреки че президентът Рейгън е поддръжник на каузата на контрите, не е намерено решаващо доказателство, че той е упълномощил отклоняването на парите, спечелени от оръжейни продажби на Иран на контрите. Ръкописни бележки на министъра на отбраната Каспър Уайнбъргър сочат, че Рейгън е знаел за потенциални заложнически прехвърляния с Иран, както и за продажбата на ракети Hawk и TOW на така наричаните „умерени елементи“ в страната. Оливър Норт, централна фигура в аферата, пише в книга: „Роналд Рейгън одобряваше и знаеше много от онова, което се случваше, както с иранската инициатива, така и с частни усилия за подкрепа на контрите и получаваше редовно подробни информирания и за двете.“ Норт добавя: "Не се съмнявам, че той знаеше за употребата на остатъци за контрите и че го одобряваше ентусиазирано.“
След като продажбите на оръжия са разкрити през ноември 1986 г., Рейгън се появява на националната телевизия и заявява, че продажбите на оръжия наистина са се случили, но САЩ не са търгували оръжия за заложници. Неясно е какво и кога Рейгън е знаел и дали продажбите на оръжия са били мотивирани от желанието му да спаси американски заложници. Бележките, направени на 7 декември 1985 г. от министъра на отбраната Уайнбъргър, сочат, че Рейгън е казал, че „може да отговаря на обвинения в нелегалност, но не може да отговаря на обвинения, че 'големият силен президент Рейгън е пропуснал шанс за освобождаване на заложници.'"
На разследването се попречва, когато големи количества документи, свързани със скандала, са унищожени или удържани от следователите от служители на администрацията на Рейгън. На 4 март 1987 г. Рейгън се обръща в националния ефир с обръщение към страната, поемайки пълна отговорност за действия, за които не е знаел, и признавайки, че „това, което започна като стратегическо отваряне към Иран, се влоши в своето приложение до търговия на оръжие срещу заложници“
Последват няколко разследвания, включително от Конгреса на САЩ и тричленна Комисия на Тауър, назначена от Рейгън. Никое от тях не открива, че самият Рейгън е знаел за обхвата на многобройните програми. В крайна сметка 14 служители на администрацията са подведени под отговорност, включително тогавашният министър на отбраната Kаспър Уайнбъргър. Следват 11 присъди, някои от които са анулирани при обжалване. Последните от обвинените или осъдените са помилвани в последните дни на президентството на Джордж Х. У. Буш; Буш е вицепрезидент по време на аферата. Неколцина от въвлечените в аферата Иран-Контра по-късно стават членове на администрацията на Джордж У. Буш, включително Елиът Адамс, Ото Райк, Джон Негропонте и Джон Поиндекстър. Само Елиът Адамс е осъден за 2 простъпки и след това е помилван.